# Невельская улица (Санкт-Петербург)
Не́вельская у́лица — улица в Кировском районе Санкт-Петербурга. Проходит от набережной реки Екатерингофки до Двинской улицы.

## История
Название Невельская улица по городу Невелю получила 15 декабря 1952 года Резвая улица, названная так 16 апреля 1887 года по Большому Резвому острову. В 1940-х годах к Резвой улице был присоединён Пекезский переулок (участок от Резвой до Шотландской улицы), также получивший называние 16 апреля 1887 года по реке Пекезе, и до этого с середины XIX века называвшийся Глухим.
В 1970-х годах Невельская улица была продлена до Лесного порта.
В 2007 году Невельская улица была продлена до Двинской улицы.
В 2011—2012 годах, в связи с организацией съезда с ЗСД на набережную реки Екатерингофки, Невельская улица была реконструирована на всём своём протяжении. На примыкании дворового проезда и перекрёстке с Шотландской улицей были организованы широкие перекрёстки, направление движения с обеих сторон стало к Шотландской улице.

## Пересечения

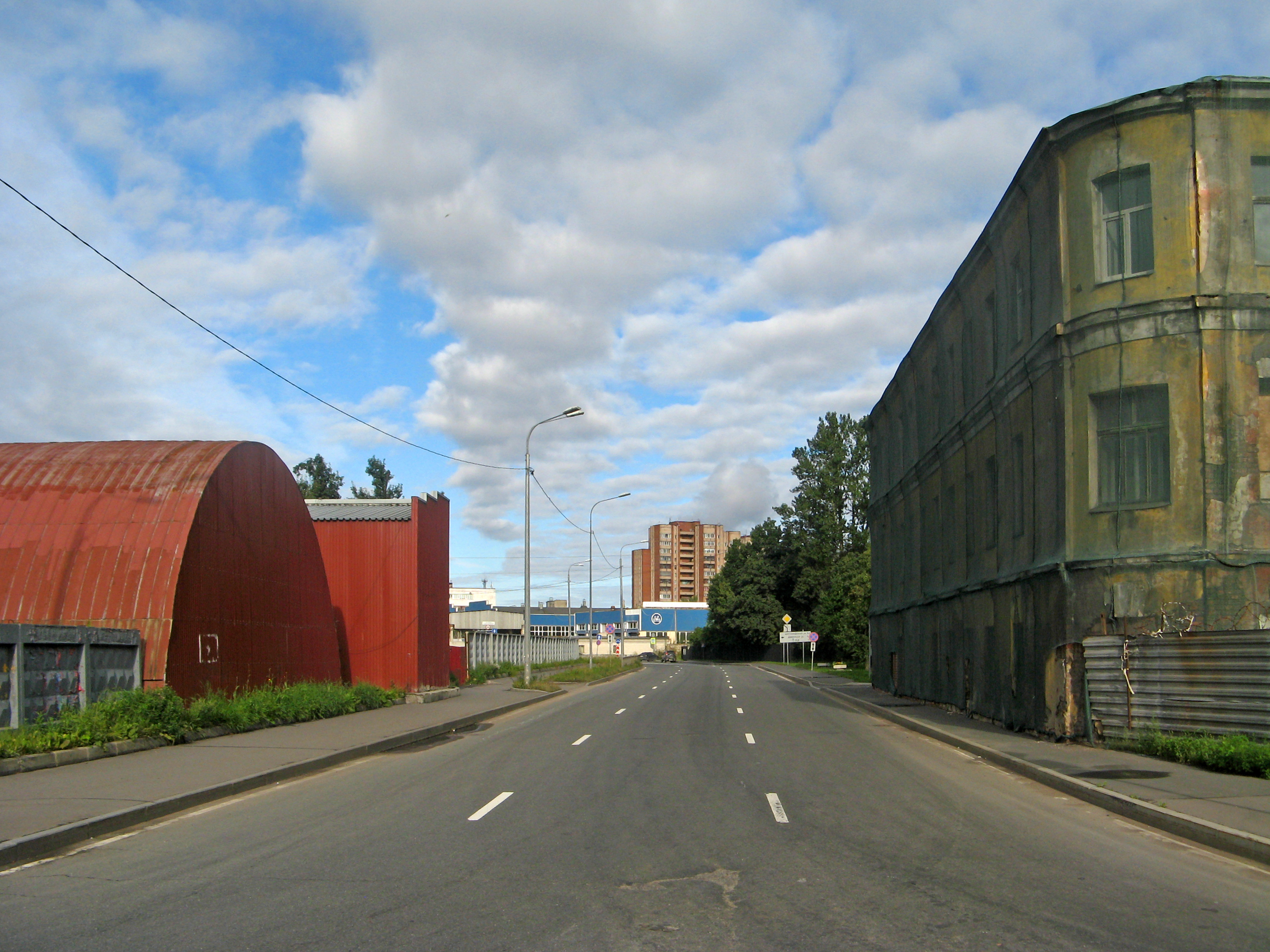
Невельская улица, вид от набережной Екатерингофки

С востока на запад (по увеличению нумерации зданий) Невельскую улицу пересекают следующие улицы:
- набережная реки Екатерингофки — Невельская улица примыкает к ней;
- Шотландская улица — примыкание[уточнить];
- Двинская улица — Невельская улица примыкает к ней.

## Транспорт
Ближайшая к Невельской улице станция метро — «Нарвская» 1-й (Кировско-Выборгской) линии (около 1,3 км по прямой от начала улицы).
По участку Невельской улицы от Двинской до Шотландской улицы проходят автобусные маршруты № 35, 66, 67, 70 и 71. По участку от набережной реки Екатерингофки до Шотландской улицы проходит автобусный маршрут № 290.
На расстоянии около 2,6 км по прямой от начала Невельской улицы находится Балтийский вокзал, на расстоянии около 2,9 км — платформа Электродепо.
Ближайшая к улице грузовая железнодорожная станция — Новый порт (около 600 м по прямой от конца улицы).

## Общественно значимые объекты
- Балтийское управление монтажных работ «Связьстрой» — дом 3[уточнить];
- ОАО «Холодильник № 1» (у примыкания Шотландской улицы) — дом 7[уточнить].